# رینو کانگاسماکی
رینو کانگاسماکی (فنلاندی: Reino Kangasmäki؛ ۲ ژوئیه ۱۹۱۶ – ۲۶ سپتامبر ۲۰۱۰) کشتی‌گیر اهل فنلاند بود.
وی در مسابقات کشوری و بین‌المللی در مجموع برندهٔ ۱ مدال برنز شده‌است.